# Димитрије Јурјевич
Дмитриј Јуријевич Шемјка (почетак 15. века - 17. јул 1453) - велики кнез московски, и кнез Углицки, кнез Галицки; син великог кнеза московског Јурија Дмитријевича и кнегиње Анастасије Јурјевне, ћерке последњег великог кнеза Смоленска Јурија Свјатославича, једног од главних учесника династичког рата друге четвртине 15. века. У хроникама се Дмитриј Јурјевич помиње од 1433. године Тачан датум рођења је непознат, у литератури постоје назнаке различитих година.
1433-1434 подржао је оца у одбрани права на великокнежевски престо. 1434. године, заједно са братом Дмитријем Црвеним, обезбедио је заузимање московског престола Василија II Васиљевича. Према неким подацима, између 1436. и 1445. био је, заједно са Василијем Васиљевичем, један од великих кнезова-савладара у Русији. Од средине 40-их година 15. века борио се против Василија II, покушао је да организује одбрану од Татара које је Василиј довео у Московску Русију 1445. неко време је заузимао престо великог војводе у Москви. Био је признат као велики кнез Новгородске републике до своје смрти 1453. године. Отрован је у Великом Новгороду по наређењу Василија II.

## Биографија
Михаил Хмиров у „Азбучном списку руских владара и најистакнутијих личности њихове крви“ наводи да је Дмитриј Јурјевич „рођен у Звенигороду око 1403. године“. Александар Зимин бележи да је кнез Дмитриј 1425. године „ у доби од 20-24 године”. Валентин Јанин верује да је 1453. Дмитриј Јурјевич „највероватније“ имао око 45 година. Андреј Екземпљарски наводи годину рођења као 1420. Према Александру Боброву, је рођен „највероватније око 1413”. Јуриј Дмитријевич се оженио Анастасијом Јурјевном 1400. године, а 11. јула 1422. умрла је кнегиња Анастасија.

## Порекло имена
Кнез Јуриј је сина назвао по имену Дмитриј, као и његовог млађег брата Дмитрија, вероватно у част њиховог деде, великог кнеза Дмитрија Донског. Према једној верзији, надимак Шемјка, како је приметио А. А. Зимин, „највероватније потиче од татарско-монголског шемја, што значи украсити, украс“. Према другој верзији, Шемјка је скраћеница од Шемјака, односно способан да испружи врат, моћник.

## Владавина
Након смрти његовог брата кнеза Василија I од Москве 1425. године, он и његов десетогодишњи нећак Василиј II почели су да се боре око права на престо, што је изазвало Московски рат за наслеђе (1425–1453). Повремено, Димитрије је два пута успео да буде признат као Велики кнез Москве (1445 и 1446–1447).
Узроци московског рата за наслеђе вођеног у другој четвртини 15. века и даље су спорни. Не мали део удела у томе је и воља Дмитрија Донског, која је била у супротности са династичким обичајем Рјурикида по коме је престо прелазио са старијег брата на млађег (агнатско старешинство), а не са оца на сина (прворођење). Тестамент је предвиђао ступање на власт његовог сина Василија I, што је још увек било у складу са традицијом бочног наследства пошто је Василије био најстарији у његовој генерацији.
У случају да Василиј I у тренутку смрти нема преживелог сина, његов брат, други Дмитријев син, Јуриј Звенигородски, требало је да наследи место великог кнеза у Москви. Међутим, након смрти Василија I, Јуриј је одбио да дође у Москву и закуне се на верност свом нећаку Василију II, и сам је преузео престо у складу са својим правом према дуготрајном обичају бочног наслеђивања. (Тврдио је да је то било предвиђено у Дмитријевом тестаменту – али је то игнорисало одредбу која је поништила Јуријево наследство у случају да Василиј I роди сина). Јуријев син, Дмитриј Шемјка, активно је учествовао у свим очевим упадима против Москве, који су кулминирали Јуријевим заузећем Москве и ступања на дужност великог кнеза 1433. Јуриј Звенигородски је умро у Москви 1434. године.
Након Јуријеве смрти, Дмитриј је наставио да инсистира на претензијама своје гране на велики кнежевски престо, и ретко је био у миру са Василијем II. У почетку су Дмитриј и његов млађи брат Дмитриј Красни склопили савез са Василијем против свог старијег брата Василија Косоја, који се прогласио великим кнезом. Успели су да отерају Косоја из Москве и награђени су градовима Углич и Ржев. Следеће године Шемјка је дошао у Москву да позове Василија II на своје предстојеће венчање са јарославском принцезом, али је оптужен да је стао на страну Косоја и заробљен. Ослобођен је уочи одлучујућег сукоба између Василија II и Василија Косоја. Ова акција Василија II била је успешна - Шемјка и његови људи нису помогли Василију Косоју и тако је он потпуно поражен у бици на реци Чериоха 1436. године, заробљен и ослепљен. Убрзо након тога, Шемјка је склопио споразум са Василијем II, признавши га за свог сузерена („старијег брата“). Следеће године га је послао Василиј II да протера прогнаног кана Златне Хорде Улуга Мухамеда, али је поражен у бици код Бељева. Када је Улугх Мухамед заузврат опсео Москву 1439. године, Дмитриј није послао своје трупе на Василија и само је посредовање игумана Тројице-Сергијеве лавре успело да спречи нови грађански рат између рођака.
Њих двојица су одржавали нелагодан мир већи део наредне деценије све до 1445. године, када је Василија II заробио Олуг Мухамед након што су московске снаге биле изненађене татарским кнезом изван Суздаља, Шемјка је заузео Москву, да би недавно пуштени Василиј био ослепљен и себе прогласио великим кнезом Владимира. Могао је то захтевати по праву бочног наслеђа пошто је његов отац седео на престолу. Шемјкин недостатак подршке међу московским бојарима приморао га је, међутим, да напусти град и упути се ка Чухломском језеру. Димитрије је наставио је да инсистира на великом кнежевском престолу.
Упркос неколико мировних споразума, Шемјка је наставио да кује заверу против свог рођака. Претрпео је низ пораза 1450. и 1452. који су га приморали да потражи уточиште у Великом Новгороду. Тамо је 17. јула 1453. био отрован тако што су његовог кувара поткупили Василијеви агенти. Одушевљен вестима, Василиј II је наградио весника који му је први донео поруку о Шемјкиној смрти. Николај Карамзин је написао у својој историји да је велики кнез показао „непристојну радост“ на вест о прераној смрти свог ривала.
Према хроничним изворима, Шемјка је сахрањен у цркви Светог Ђорђа у манастиру Јуријев јужно од Новгорода, међутим, археолошка истраживања 20. века на некрополу Саборне цркве Свете мудрости у Новгородском Кремљу сугеришу да је кнез је заправо тамо сахрањен и његов гроб је од најмање 1616. погрешно идентификован као гроб кнеза Фјодора Јарославича (умро 1233)